# مایکروسافت اکسپرشن وب

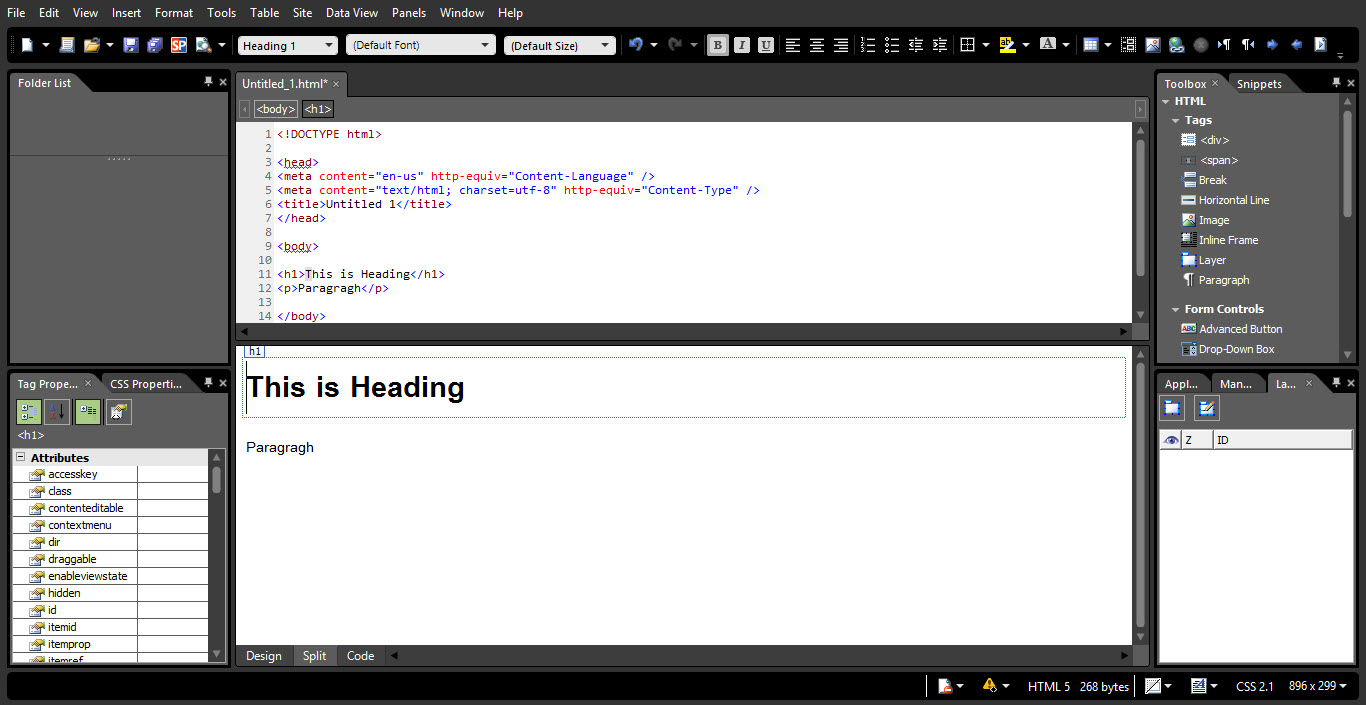
محیط نرم افزار مایکروسافت اکسپرسن

مایکروسافت اکسپرشن وب (Microsoft Expression Web) یک نرم‌افزار ویراستار وب و طراحی وب‌سایت ساخته شده توسط شرکت مایکروسافت است.